# Louis Calhern
Louis Calhern (19 de febrero de 1895 - 12 de mayo de 1956) fue un actor de cine y teatro estadounidense.

## Inicios
Su verdadero nombre era Carl Henry Vogt. Su familia dejó Nueva York siendo él un niño, y se mudó a San Luis (Misuri), donde se educó. Mientras practicaba deporte en la escuela, un director teatral de una compañía en gira se fijó en él, y le contrató como extra. Justo antes de la Primera Guerra Mundial, Calhern decidió volver a Nueva York para hacer una carrera de actor. Empezó cumpliendo trabajos de apoyo, así como actuaciones secundarias con compañías de teatro burlesco. Su inicial carrera se vio interrumpida por la guerra, pues sirvió en el ejército durante la misma.

## Carrera
Se convirtió en ídolo de matiné gracias a una obra titulada The Cobra, y pronto empezó a actuar en el cine. A principios de los años treinta era fundamentalmente elegido como un actor de carácter en Hollywood, mientras seguía haciendo primeros papeles en la escena. Alcanzó su momento álgido en los años cincuenta con un contrato con la Metro-Goldwyn-Mayer. Entre sus papeles más importantes figuran tres que hizo en 1950: uno cantado, como Buffalo Bill en la versión cinematográfica de Annie Get Your Gun (La reina del Oeste); el traicionero jurista y viejo amante de Marilyn Monroe en La jungla de asfalto, de John Huston; y su papel nominado al Oscar como Oliver Wendell Holmes, Jr. en The Magnificent Yankee (recreando su papel teatral). Otro papel importante fue el de César en la película de Joseph L. Mankiewicz Julio César (1953). Además de The Magnificent Yankee, tuvo éxito en Broadway con Jacobowsky and the Colonel (1944) y con el papel principal de El rey Lear (1951).

## Matrimonios
Calhern estuvo casado cuatro veces, con Ilka Chase de 1926 a 1927, con Julia Hoyt de 1927 a 1932, con Natalie Schafer de 1933 a 1942, y con Marianne Stewart de 1946 a 1955. Los cuatro acabaron en divorcio.

## Fallecimiento
Calhern falleció por un infarto de miocardio en Tokio, mientras rodaba The Teahouse of the August Moon (La casa de té de la luna de agosto). Fue reemplazado por Paul Ford, quien había interpretado el personaje de Calhern en el montaje teatral original. Calhern está enterrado en el cementerio Hollywood Forever.

## Filmografía
- 1921 -What’s Worth While?
- 1921 -Too Wise Wives
- 1921 -The Blot
- 1931 -The Road to Singapore
- 1932 -20,000 Years in Sing Sing (20.000 años en Sing Sing)
- 1934 -The Count of Monte Cristo (El conde de Montecristo)
- 1933 -Duck Soup (Sopa de ganso)
- 1933 -Diplomaniacs (Diplomanías)
- 1934 - El burlador de Florencia (The Affairs of Cellini), de Gregory La Cava (
- 1935 -The Last Days of Pompeii (Los últimos días de Pompeya)
- 1937 -The Life of Emile Zola
- 1943 -Heaven Can Wait (El diablo dijo ¡no!)
- 1946 -Notorious (Encadenados - Tuyo es mi corazón)
- 1948 -Arch of Triumph (Arco de triunfo)
- 1950 -The Magnificent Yankee
- 1950 -Annie Get Your Gun (La reina del Oeste)
- 1950 -La jungla de asfalto
- 1950-La puerta del diablo
- 1952 -El prisionero de Zenda
- 1953 -Julio César
- 1954 -Rhapsody (Rapsodia)
- 1954 -Betrayed (Brumas de traición)
- 1954 - La torre de los ambiciosos (Executive Suite) de Robert Wise
- 1954 -Athena
- 1955 -The Prodigal (El hijo pródigo)
- 1955 -Blackboard Jungle (Semilla de maldad)
- 1956 -Alta sociedad

## Premios y distinciones
Premios Óscar
| Año  | Categoría   | Película               | Resultado |
| ---- | ----------- | ---------------------- | --------- |
| 1951 | Mejor actor | The Magnificent Yankee | Nominado  |